# Eulithidium
Eulithidium là một chi ốc biển, là động vật thân mềm chân bụng sống ở biển trong họ Phasianellidae.

## Các loài
Các loài trong chi Eulithidium gồm có:
- Eulithidium adamsi (Philippi, 1853)[2]
- Eulithidium affine (C. B. Adams, 1850)[3]
- Eulithidium bellum (M. Smith, 1937)[4]
- Eulithidium pterocladicum (Robertson, 1958)[5]
- Eulithidium tessellatum (Potiez & Michaud, 1838)[6]
- Eulithidium thalassicola (Robertson, 1958)[7]

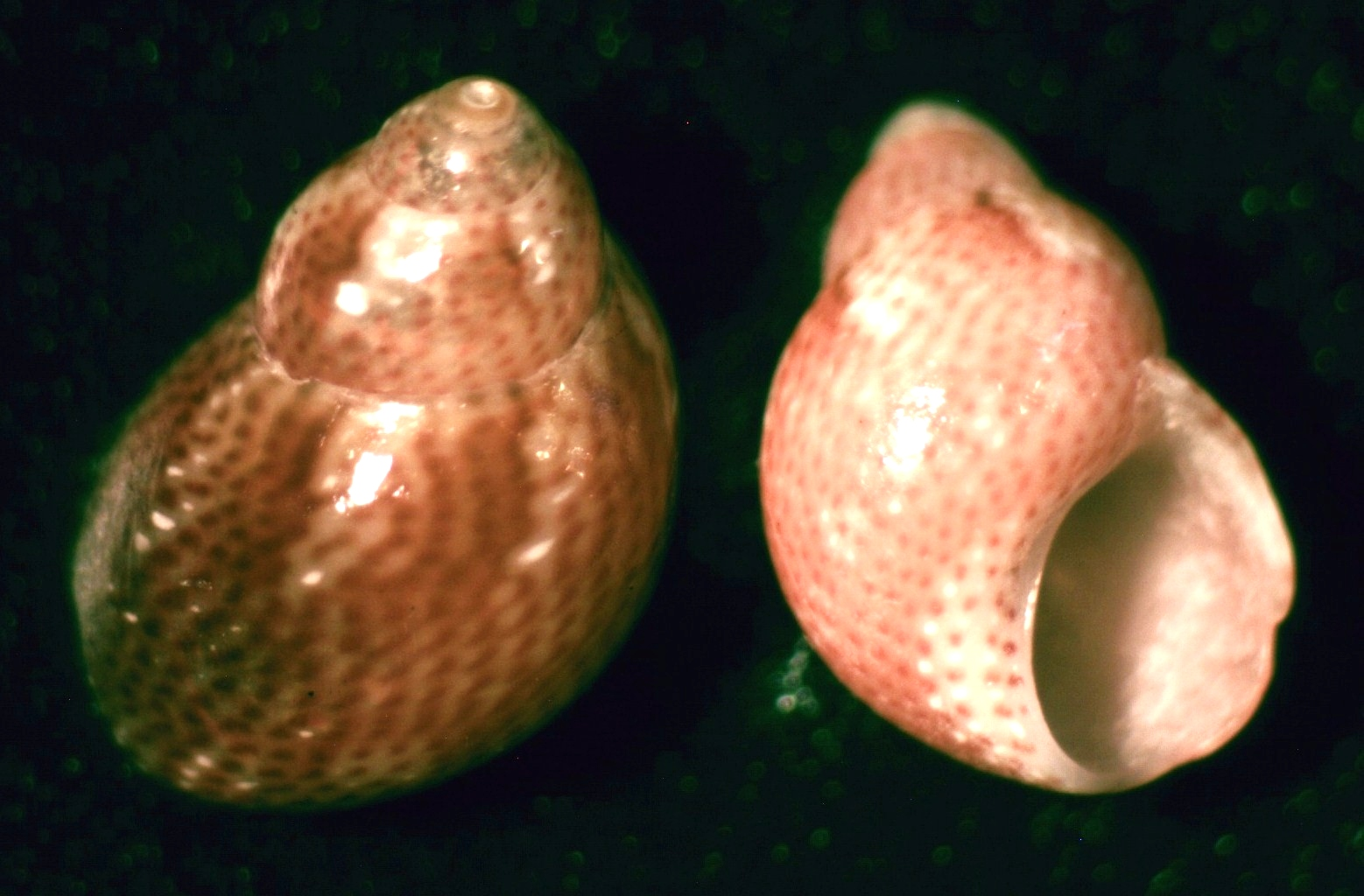
Eulithidium affine

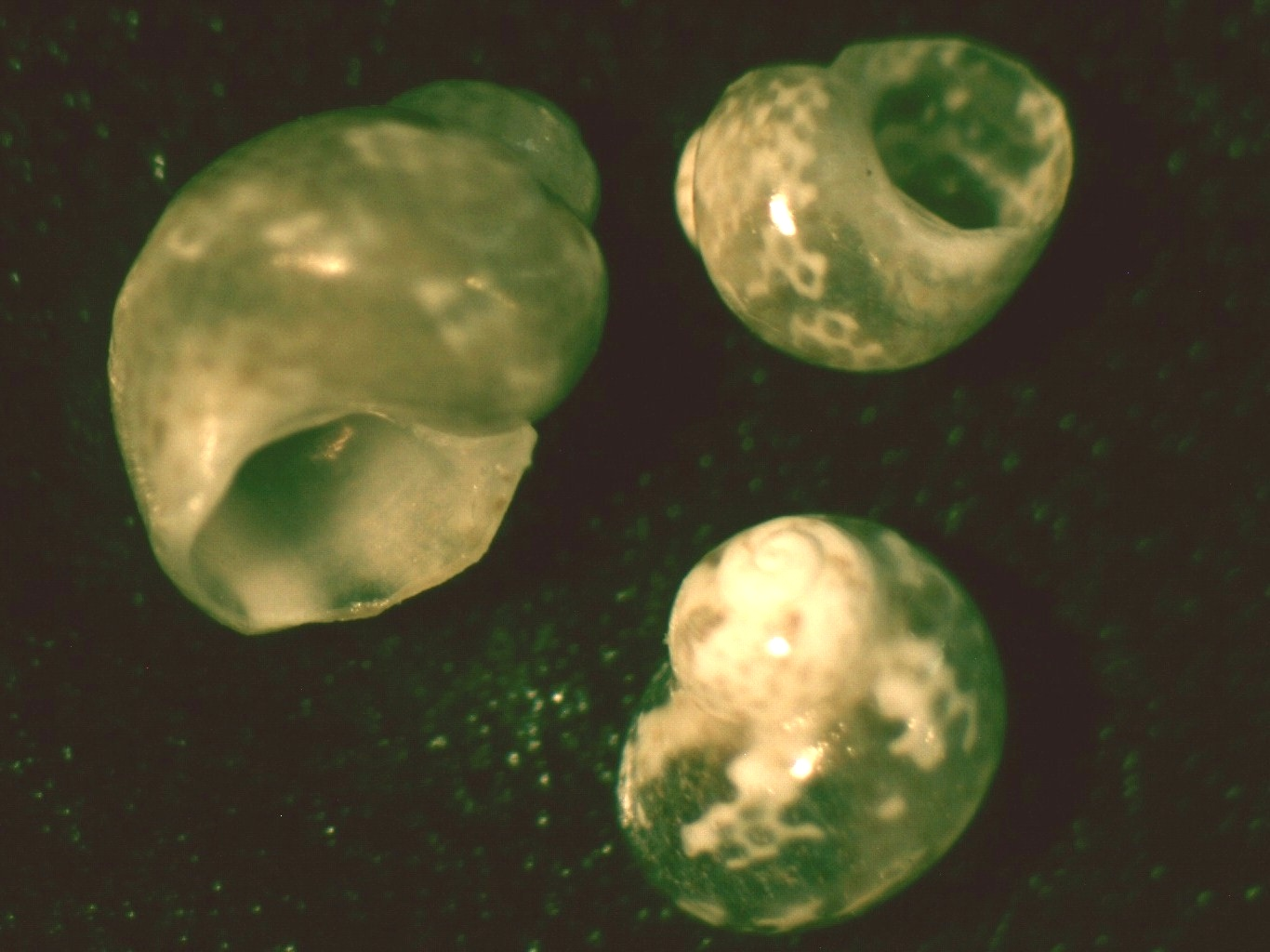
Eulithidium bellum

The Indo-Pacific Molluscan Database also mentions the following species with a name in current use:
- Eulithidium diantha (McLean, 1970)